# Tom Chaplin
Tom Chaplin, nome artístico de Thomas Oliver Chaplin (8 de março de 1979, Hastings, East Sussex) é um cantor, compositor e multi-instrumentista britânico, notório por suas atividades como vocalista da banda de rock Keane.
Dono de uma potência vocal notória que contrasta com o timbre doce com o qual ele entoa o hit-hino da banda "Somewhere Only We Know" do álbum Hopes and Fears (2004), o músico alcançou sucesso com várias canções do repertório de seu grupo. Em 2016, lançou seu primeiro trabalho solo.

## Carreira
Tom Chaplin sempre gostou de música e estudava com seu amigo (e companheiro na banda Keane) Tim Rice-Oxley.
Tim Rice-Oxley, Richard Hughes e Dominic Scott (que deixou o grupo inicial) criaram a banda Keane. Após algum tempo, Rice-Oxley conseguiu convencer os restantes membros de que Tom seria o vocalista perfeito e ele foi chamado para a banda.
Quando Scott deixou o grupo, devido ao insucesso inicial e Tom entrou, a partir daí, curiosamente, eles começaram a ganhar fama com temas como Somewhere Only We Know; Everybody's Changing e This is The Last Time.
Por coincidência, o irmão de Tim Rice-Oxley, também chamado Thomas, nasceu no mesmo dia que ele. Ambos têm o mesmo nome, porque as mães ficaram amigas.
Durante sua estada em Londres, antes da fama, Tom Chaplin, dividiu um apartamento com Rice-Oxley, em Stoke Newington e tentaram obter dinheiro para o tempo de ensaio. Chaplin trabalhou em uma editora, onde a  principal responsabilidade era carregar caixas.
Com Scott ainda na banda, como guitarrista, Chaplin teve que assumir o violão. Assim que Scott deixou a banda, em 2001, Tom assumiu os vocais, mas também toca órgão em " Hamburg Song" durante alguns shows ao vivo, bem como um piano distorcido por músicas mais recentes no segundo álbum.
Tom Chaplin revelou no site oficial da banda, em fins de 2007, que sente-se ainda o mesmo rapaz dos tempos iniciais do grupo. "Sempre serei o mais novo, e por mais que fiquemos velhos, sempre sentirei que precisarei dos conselhos do Tim e do Richard", diz Chaplin. Também revelou que em 2008 estava muito animado com as gravações do terceiro CD, e que já tem uma canção favorita, Perfect Symmetry. "Foi a melhor música que Tim já compôs", disse Tom com exclusividade ao site oficial da banda.

### Reabilitação de drogas
Em 22 de agosto de 2006, Chaplin revelou que estava recebendo tratamento na clínica  Priory, por abuso de drogas. Ele e seus companheiros de banda cancelaram a turnê norte-americana para a sua reabilitação depois que ele deixou o hotel no Japão sem nenhum aviso, voltando para a Grã-Bretanha sozinho. Segundo ele, foi direto para a casa do irmão e de lá  foi com a mãe e a atual esposa, Nat, para a clínica. Deixou a clínica, em Londres, em 6 de outubro, mas continuou a receber tratamento depois de sair. Foi relatado que Sir Elton John havia lhe telefonado para oferecer conselhos.
Ele disse ao The Sun, em 2010, que tentava ficar limpo das drogas desde o final de 2006 e que ainda bebia álcool de vez em quando, mas com moderação. Também acrescentou que atualmente prefere jogar golfe em vez de ir a festas, (inspirado pela leitura de A História de Alice Cooper, quanto a própria recuperação de problemas com álcool e drogas). Durante uma entrevista ao Q Magazine, onde promoveu o álbum Strangeland, afirmou que era abstêmio desde o início de 2012. A paixão pelo golfe veio do avô
Ainda em 2016, assumiu que passou por uma depressão após o nascimento da filha Freya no ano de 2015. O cantor voltou a consumir drogas porém, segundo conta o mesmo, após uma noite em que sentiu que "seria a sua última" e recomeçou a tentativa de recuperação perante o vício conseguindo com sucesso esse tratamento, focando-se na  família e no lançamento do seu novo álbum solo, The Wave, lançado em 14 de Outubro de 2016.
Em 14 de outubro de 2016, Tom Chaplin lançou o seu álbum solo, The Wave. O álbum conta com onze músicas, mais 5 bônus, e teve duas músicas lançadas previamente, em Agosto (Hardened Heart e Quicksand).
No primeiro dia após o lançamento, o disco atingiu o top-3 do top britânico mostrando-se ser um sucesso, para além da sua primeira tour no Reino Unido ter tido todos os seus espetáculos esgotados.

## Infância, começo de carreira e vida pessoal
Thomas Oliver Chaplin nasceu (com um mês de diferença do irmão de seu futuro colega de banda, Tim Rice-Oxley, chamado também Tom) em Hastings, East Sussex, sendo filho do OBE David Chaplin e de Sally Taylor. A mãe de Chaplin e Rice-Oxley tornaram-se amigas e ele começou uma amizade com os dois irmãos que dura até hoje.
O pai de Tom era diretor da escola de Vinehall em Robertsbridge, de modo que os dois amigos cursaram a mesma escola, junto com Richard Hughes, o qual tornaria-se mais tarde colega de banda deles. Com Rice-Oxley e Hughes, Chaplin então estudou na Escola de Tonbridge. Enquanto estudavam lá, conheceram Dominic Scott (o qual foi membro da formação original e deixou a banda em 2001). Durante seu tempo em Vinehall, Tom participou de diversas peças escolares e também fez parte do coral da escola.
Em 1995, o trio (Rice-Oxley, Hughes e Scott) iniciaram sua primeira banda, The Lotus Eaters, que atuava como uma banda cover de U2, Oasis e The Beatles nos pubs de Sussex. Tim convidou Tom para se juntar à banda como guitarrista. Pouco tempo depois, em 1997, o nome da banda mudou para Keane e Chaplin tornou-se o vocalista.
Tom casou-se com Natalie Dive—que  namorava desde 2002—em junho de 2011. Em 27 de setembro de 2013, ele anunciou que o casal estava esperando seu primeiro filho. A filha, Freya,  nasceu em 20 de março de 2014.
Tom lançou seu álbum solo no dia 14 de Outubro de 2016 e dedicou uma música à sua filha, chamada "Quicksand".
Voltando no tempo: Em julho de 1997, Chaplin foi para a África do Sul para um ano sabático, enquanto os outros membros da banda estavam se preparando para um show. Quando Hughes foi buscar Chaplin, um ano depois, em 3 de julho de 1998, suas primeiras palavras foram: "Nós temos um show em 10 dias." Esta seria a primeira apresentação da banda no Hope & Anchor pub em 13 de Julho de 1998. Chaplin então começou a estudar para uma licenciatura em História da Arte na Universidade de Edimburgo, antes de sair para prosseguir a carreira musical em Londres.

## Discografia
Keane
Solo
- 2016: The Wave
- 2017: Twelve Tales of Christmas
- 2022: Midpoint